# New Year's Day
New Year's Day è un singolo del gruppo musicale irlandese U2, pubblicato il 10 gennaio 1983 come primo estratto dal terzo album in studio War.

## Descrizione
La canzone è guidata dal distintivo basso di Adam Clayton e dalla tastiera di The Edge. Si tratta del primo vero successo del gruppo, riuscendo ad entrare nella top ten britannica e nella prestigiosa Billboard Hot 100 per la prima volta nell'intera carriera del gruppo.
La canzone è stata inserita alla posizione 427 delle classifica di Rolling Stone relativa alle 500 migliori canzoni di tutti i tempi.
Il lato B di New Year's Day, ovvero Treasure (Whatever Happened to Pete the Chop?), non è mai stato suonato dal vivo, sebbene una versione nota semplicemente come  However, Pete the Chop, è stata suonata durante alcuni concerti degli anni ottanta.

### Storia del brano
Originariamente il brano doveva essere una canzone d'amore dedicata da Bono alla moglie Ali Hewson, ma successivamente fu modificata e ispirata dal movimento polacco Solidarność.

### Versioni live
New Year's Day è una delle canzoni suonate più spesso dal vivo, con The Edge che si alterna tra il piano e la chitarra, sin dal suo debutto nel 1º dicembre 1982 durante il War Tour. Durante gli anni ottanta, The Edge usa una Fender Stratocaster, oltre alle tastiere. Dagli anni novanta ha usato sia una Gibson Les Paul Custom che una Les Paul Standard.

## Video musicale
Il videoclip, diretto da Meiert Avis, è stato girato nel dicembre 1982 a Sälen, in Svezia. Il chitarrista degli U2 ha rivelato nella biografia ufficiale che le quattro persone che si vedono cavalcare nel video, non sono in realtà i componenti della band ma quattro ragazze svedesi con delle maschere sui loro visi. Questo perché i membri del gruppo non si erano ancora ripresi del tutto dalle riprese del giorno prima sotto il freddo gelido dell'inverno svedese. Sempre nella biografia si legge che Bono si rifiutò di indossare un cappello a dispetto del freddo, ma questo gli impedì quasi di cantare durante il video. Nel video si vedono anche alcune immagini delle truppe sovietiche che avanzano durante la seconda guerra mondiale.

## Tracce
Tutte le canzoni sono scritte da Bono.
7" Island / WIP 6848 (UK)
1. New Year's Day (Short Version) – 3:53
2. Treasure (Whatever Happened to Pete the Chop) – 3:24

7" Island / 811 323-7 (Francia)
1. New Year's Day (Edit) – 3:40
2. Treasure (Whatever Happened to Pete the Chop) – 3:24

7" Island / 7S-86 (Giappone)
1. New Year's Day (Special Version) – 4:16
2. Treasure (Whatever Happened to Pete the Chop) – 3:24

2x7" Island / UWIP6848 (UK)
1. New Year's Day (Short Version) – 3:53
2. Treasure (Whatever Happened to Pete the Chop) – 3:24

1. Fire (Live from Werchter, July 4, 1982) – 3:45
2. I Threw a Brick Through a Window / A Day Without Me (Live from Werchter, July 4, 1982) – 6:58

12" Island / 12 WIP 6848 (UK)
1. New Year's Day (Long Version) – 5:35
2. Treasure (Whatever Happened to Pete the Chop) – 3:24
3. Fire (Live from Werchter, July 4, 1982) – 3:45
4. I Threw a Brick Through a Window / A Day Without Me (Live from Werchter, July 4, 1982) – 6:58

12" Island / 814 948-1 (Francia)
1. New Year's Day (U.S. Remix) – 4:30
2. Two Hearts Beat as One (U.S. Remix) – 5:40

CD Island / 664 973 (Austria)
1. New Year's Day (Long Version) – 5:35
2. Treasure (Whatever Happened to Pete the Chop?) – 3:24
3. Fire (Live from Werchter, July 4, 1982) – 3:45
4. I Threw a Brick Through a Window / A Day Without Me (Live from Werchter, July 4, 1982) – 6:58

## Formazione
- Bono – voce
- The Edge – chitarra, pianoforte, cori
- Adam Clayton – basso
- Larry Mullen – batteria

## Classifiche
| Classifica (1983)          | Posizione più alta |
| -------------------------- | ------------------ |
| Official Singles Chart     | 10                 |
| USA Billboard Hot 100      | 53                 |
| USA Mainstream Rock Tracks | 2                  |